# Helvetia-Cup 1964
Der Helvetia-Cup 1964 im Badminton fand im niederländischen Haarlem statt. Es war die 3. Auflage dieser Veranstaltung.

## Gruppenphase

### Gruppe 1
| Position | Team           | Spiele | W | L | Pw | Pl | P+ | P |
| -------- | -------------- | ------ | - | - | -- | -- | -- | - |
| 1        | BR Deutschland | 1      | 1 | 0 | 5  | 3  | +2 | 1 |
| 2        | Niederlande    | 1      | 0 | 1 | 3  | 5  | −2 | 0 |

Quelle: Delpher
| 1.5.1964 | BR Deutschland | 5 – 3 | Niederlande |  |

### Gruppe 2
| Position | Team       | Spiele | W | L | Pw | Pl | P+  | P |
| -------- | ---------- | ------ | - | - | -- | -- | --- | - |
| 1        | Belgien    | 2      | 2 | 0 | 14 | 2  | +12 | 2 |
| 2        | Österreich | 2      | 1 | 1 | 9  | 7  | +2  | 1 |
| 3        | Schweiz    | 2      | 0 | 2 | 1  | 15 | −14 | 0 |

Quelle: Delpher
| 1.5.1964 | Belgien | 6 – 2 | Österreich |  |

| 1.5.1964 | Belgien | 8 – 0 | Schweiz |  |

| 1.5.1964 | Österreich | 7 – 1 | Schweiz |  |

## Endstand
| Position | Team           | Spiele | W | L | Pw | P+  |
| -------- | -------------- | ------ | - | - | -- | --- |
| 1.       | BR Deutschland | 2      | 2 | 0 | 2  | +8  |
| 2.       | Belgien        | 3      | 2 | 1 | 2  | +6  |
| 3.       | Niederlande    | 2      | 1 | 1 | 1  | 0   |
| 4        | Österreich     | 3      | 1 | 2 | 1  | 0   |
| 5        | Schweiz        | 2      | 0 | 2 | 0  | −14 |